# Metajapyx propinquus
Metajapyx propinquus är en urinsektsart som först beskrevs av Filippo Silvestri 1948.  Metajapyx propinquus ingår i släktet Metajapyx och familjen Japygidae. Inga underarter finns listade i Catalogue of Life.